# Syzeuctus dusmeti
Syzeuctus dusmeti là một loài tò vò trong họ Ichneumonidae.